# زلوا
زلوا (به لاتین: Zelva) یک منطقهٔ مسکونی در بلاروس است که در منطقه گرودنو واقع شده‌است. زلوا ۱۵ کیلومتر مربع مساحت و ۶٬۶۷۸ نفر جمعیت دارد و ۱۳۸ متر بالاتر از سطح دریا واقع شده‌است.